# Archytas apicifer
Archytas apicifer là một loài ruồi trong họ Tachinidae.